# Der Ring der drei Wünsche
Der Ring der drei Wünsche ist ein deutsches Stummfilmmelodram aus dem Jahre 1918 von Arthur Wellin mit Alexander Moissi in der Hauptrolle.

## Handlung
Den Bildhauer Henrik hat es im Leben schwer getroffen. Zwar mit großem Talent gesegnet, findet er doch aufgrund seines unübersehbaren Buckels keine Zuneigung beim anderen Geschlecht, sondern zumeist nur Hohn und Spott. Sein Herz gehört der bezaubernden Zirkusartistin Eva, doch auch die hat nur Mitleid für den armen Teufel übrig. Als dem darbenden Hungerkünstler eines Tages ein sterbender Inder einen magischen Ring vermacht, der ihm drei Wünsche ermöglichen soll, glaubt der zuletzt lebensmüde Skulpteur endlich seinem Lebensschicksal eine Wende ermöglichen zu können. 
Henrik denkt nicht lange nach und wünscht sich Jugend, Schönheit und Reichtum. Doch das wichtigste hat er angesichts seiner Leidenschaft zu dieser Frau vergessen: sich Glück zu wünschen. Und so bringt der Ring nur Fluch und Verderben für ihn, denn obwohl nun reich, jung und schön, wird er von allen, selbst den Freunden und der Angebeteten, nur belogen und betrogen. Verzweifelt und außer sich vor Zorn, wirft Henrik den Ring weit von sich fort und verliert damit auch das letzte bisschen Lebensglück.

## Produktionsnotizen
Der Ring der drei Wünsche entstand im Frühjahr 1918 in Berlin, passierte im Juli desselben Jahres die Filmzensur und wurde kurz darauf uraufgeführt. Der Vierakter besaß eine Länge von 1570 Meter.